# Mixornis flavicollis
A Mixornis flavicollis a madarak osztályának verébalakúak (Passeriformes) rendjébe és a timáliafélék (Timaliidae) családjába tartozó faj.

## Rendszerezése
A fajt Charles Lucien Jules Laurent Bonaparte francia természettudós írta le 1850-ben. Besorolása vitatott, egyes szervezetek a Macronus nembe sorolják Macronus flavicollis néven. Szerepelt Macronous flavicollis néven is.

## Alfajai
- Mixornis flavicollis flavicollis (Bonaparte, 1850)
- Mixornis flavicollis prillwitzi (Hartert, 1901)[3]

## Előfordulása
Délkelet-Ázsiában, az Indonéziához tartozó Jáva szigetén honos. Természetes élőhelyei a szubtrópusi vagy trópusi síkvidéki esőerdők és száraz erdők. Állandó, nem vonuló faj.

## Megjelenése
Testhossza 14 centiméter.

## Természetvédelmi helyzete
Az elterjedési területe nagyon nagy, egyedszáma ugyan csökken, de még nem éri el a kritikus szintet. A Természetvédelmi Világszövetség Vörös listáján nem fenyegetett fajként szerepel.